# Wiesenthal (Weilbach)

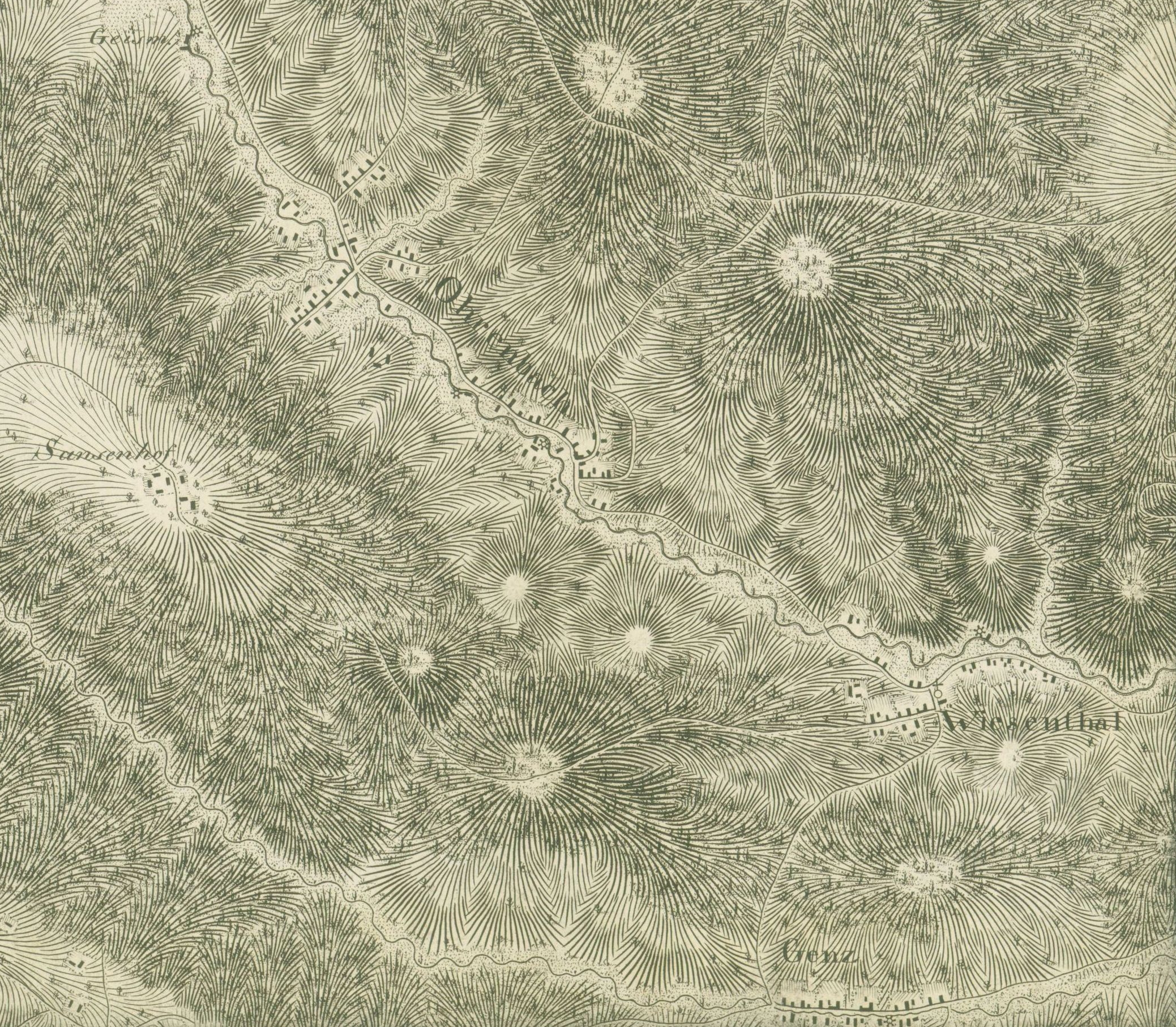
Ausschnitt aus der Haas’schen Karte von etwa 1800 mit Ohrenbach und Wiesenthal

Wiesenthal ist ein Gemeindeteil des Marktes Weilbach im unterfränkischen Landkreis Miltenberg in Bayern. Wiesenthal war eine Gemeinde im Ohrenbachtal im nordöstlichen Odenwald, die 1840 aufgelöst wurde. 

## Lage
Die Einöde lag im mittleren, hier Nordwest nach Südost ausgerichteten Ohrenbachtal zwischen dem Ort Ohrenbach (im Norden) und Weckbach (im Südosten) im bayerischen Odenwald. Das Gemeindegebiet lag zwischen den heutigen Wiesenthal-Teichen und den noch bestehenden Häusern talwärts, etwa 300 Meter weiter südöstlich Richtung Weckbach. Aus Westen fließt der Katzenlochgraben bei Wiesenthal rechts in den Ohrenbach. Das Ohrenbachtal ist ein schmales Wiesental mit genügend Bewässerung aber schlechten Ackerböden. Vermutlich gehörten auch die beiden Wüstungen Berghof und Manglhof ehemals zur Gemarkung.

## Geschichte
Wiesenthal war ursprünglich ein Lehen des Abtes von Amorbach an die Adligen von Adelsheim, das wie Weilbach ins 13. Jahrhundert belegt werden kann. Von diesen kam das Gebiet an Kurmainz und wurde von den Rieneckern den Mainzern im Laufe des 13. Jahrhunderts entfremdet.
Wiesenthal kam wohl wie die umliegenden Orte 1559 von Rieneck an das Haus Erbach. Diese wurden wie andere Orte des Erbachschen Hauses protestantisch. Mit dem Verkauf der Herrschaftsrechte von 1721 des Gebietes um Laudenbach, Kleinheubach und anderen an das Fürst Dominik Marquard zu Löwenstein-Wertheim kam es endgültig zur Wiedereinführung der katholischen Religion. Diese war schon ab 1632 trotz Protestes von Erbach über die Parochie Miltenberg durch Kurmainz schleichend auch im Ohrnbachtal wiedereingeführt worden.
Im Jahr 1800 hatte Wiesenthal eine seit etwa Ende des 17. Jahrhunderts bestehende Mahlmühle und eine kleine Kapelle, die beide bei der Auflösung des Dorfes abgerissen wurden. In der Haas´schen Militärischen Situationskarte von um 1800 sind für Wiesenthal noch etwa 30 Gebäude eingezeichnet. Das Dörfchen Wiesenthal hatte im Jahre 1803 noch 53 Einwohner. 1803 kam der Ort an das kurzlebige Fürstentum Leiningen, 1806 der Ort wie der Großteil des Fürstentums zum  Großherzogtum Baden, das das Amt Amorbach per Grenzvertrag am 8. September 1810 in Paris an das Großherzogtum Hessen abgeben musste. Von Hessen kam der Ort 1816 in einer weiteren Grenzziehung an das Königreich Bayern.
Wiesenthal, bis dahin mit eigener Gemarkung, wurde im Jahre 1840 als eigenständige Gemeinde aufgelöst und mit Ohrenbach vereinigt. Wegen der Eingemeindung von Wiesenthal im Jahr 1840 war dann der Gemeindename bis zur Umbenennung im Jahr 1870 Ohrenbach-Wiesenthal. Die meisten Einwohner verließen ihr Heimatdorf, da sie das Land nicht mehr ernährte.
1860 werden für Wiesenthal noch 6 Häuser und zwei Mühlen genannt, die schon länger existierende Mahlmühle mit zwei Gängen und eine Schneidmühle. 1864, als Teil von Ohrenbach im Landgericht Amorbach ausgewiesen, hatte der Wohnplatz noch 17 Einwohner. Für die Volkszählung 1871 werden im Weiler 21 Einwohner in 9 Gebäuden verzeichnet.
1892 wurde Ohrenbach-Wiesenthal als Ortsteil Ohrenbach nach Weckbach eingemeindet, das Gemeindeeigentum fiel an den Fürsten zu Leiningen, da diese 1803 als Entschädigung des Verlusts ihrer linksrheinischen Gebiete mit dem Amt Amorbach entschädigt wurden waren.
1950 waren für den Weiler Wiesenthal 27 Einwohner und 3 Wohngebäude verzeichnet. Die Gemeinde Weckbach mit ihrem Gemeindeteil Ohrenbach wurde 1977 nach Weilbach eingemeindet. Ab 1977 befand sich in der Einöde das Jugendhaus Wiesenthal der Pfarrei St. Gangolf Amorbach, das 2017 nach Nichtverlängerung des Pachtvertrages durch das Fürstenhaus zu Leiningen schließen musste.

## Sonstiges
Ein Bildstock an der Straße beim ehemaligen Jugendhaus, ein monolithischer Sandstein mit Pfeiler und Satteldach-Nischengehäuse mit Kreuzbekrönung aus dem Jahre 1706, ist ein Baudenkmal der Gemeinde Weilbach und unter Nummer D-6-76-165-31 verzeichnet.